# Reef the Lost Cauze
Reef the Lost Cauze (* 30. Dezember 1981 in Philadelphia, Pennsylvania; richtiger Name Sharif Talib Lacey) ist ein US-amerikanischer Underground-Hip-Hop-Künstler.

## Biografie
Über Sharif Talib Laceys Kindheit ist nur wenig bekannt. Jedoch weiß man, dass er während dieser Zeit in vielen Theaterstücken gespielt hat und im Alter von ca. acht Jahren das erste Mal mit Hip-Hop in Kontakt kam. Auf der Highschool in Philadelphia hatte Reef großen Erfolg bei Battles gegen andere MCs und gewann bald einen Ruf als einer der besten MCs in Philadelphia. Bald darauf erhielt er ein Stipendium an der Philadelphia University of the Arts. In diesem College verwirklichte er seinen Traum, Rapper zu werden.
Mit 19 Jahren verließ er besagtes College und startete mit Produzent Sleep E sein erstes Soloprojekt. Das daraus folgende Album (The High Life) mit 10 Tracks wurde im Jahre 2002 veröffentlicht und öffnete ihm sämtliche Türen in das Hip-Hop-Geschäft. Er begann in lokalen Klubs aufzutreten und wurde schnell bei den Fans und den Medien beliebt.
Im Februar 2003 veröffentlichte Reef sein nächstes Album mit 18 Titeln, genannt: Invisible Empire.
Noch im selben Jahr bewies er sein großes Talent mit dem 1. Platz im Mic Check Battle in Philadelphia. Kurz darauf begab er sich nach Oakland (California) und belegte den 2. Platz im Blaze Freestyle Battle. Reef erwähnte in Interviews, was er in dieser kurzen Zeit für Fortschritte gemacht habe und dass er sich beruflich wie auch privat weiterentwickelt hatte, er verlor seine Angst und entwickelte sich vom einfachen MC zu einem anerkannten (Hip-Hop-)Musiker.
Im Jahre 2004 gab er eine Vorstellung an der Beat Society’s Production Competition in New York und gewann das Riddle Records Mic Check Battle. Im Juli wurde er zum „End of the Weak Challenge“-Champion bei der Rock Steady Crew 27th Anniversary gekürt.
Reef steckte viel von seiner privaten und geschäftlichen Erfahrung in sein nächstes Album, „Feast or Famine“ (2005). Das Album kommentierte der Künstler mit folgenden Worten: „Dieses Album repräsentiert mich in meiner besten Form, ich weiß wer ich als Person bin, aber noch vielmehr ist mir bewusst geworden, was ich als Künstler kann, ich fühle mich wie ein Profi momentan.“ „Die Beats sind akustischer als je zuvor und obwohl bei diesem Projekt die Songs dunkler geworden sind, haben sie trotzdem einen generellen Anreiz mit dem sich jeder in Verbindung setzen kann.“
Reef ist nicht nur Mitglied des JuJu Mobs, sondern auch seit 2006 fester Bestandteil von Army of the Pharaohs.
2007 war Reef the Lost Cauze an der Single „Never“ von den Snowgoons beteiligt. Das Album German Lugers mit dem Song wurde im Februar 2007 über Babygrande Records veröffentlicht. 2008 war Reef the Lost Cauze wiederum an der Single „This Is Where the Fun Stops“ der Snowgoons von dem Album Black Snow beteiligt.

## Diskografie

### Maxi-Singles
- 2005 Fair One (Babygrande Records)

### Alben
- 2001 The High Life (Black Maverick Entertainment Group)
- 2003 Invisible Empire (Gladiator Films)
- 2005 Feast or Famine (Good Hands Records/Eastern Conference Records)
- 2008 A Vicious Cycle (Well Done Entertainment)
- 2008 The Stress Files (Creep Records, Cargo)
- 2010 Fight Music (FU Pay Me/Guns-n-Butter)
- 2011 Your Favorite MC

### Mixtapes
- 2006 Long Live the Cauze
- 2008 Long Live the Cauze Vol. 2 - I Am Legend

### Gastauftritte
- 2004 Cult Status mit Chief Kamachi
- 2004 All the Rage mit Workers Comp.
- 2005 Black Candels mit dem JuJu Mob
- 2006 New York Yankee mit Access Immortal
- 2006 The Torture Papers mit Army of the Pharaohs
- 2007 German Lugers mit Snowgoons
- 2007 Ritual Of Battle mit Army of the Pharaohs
- 2008 Black Snow mit Snowgoons
- 2009 German Snow mit Snowgoons
- 2009 The Trojan Horse mit Snowgoons
- 2009 The Unholy Terror mit Army of the Pharaohs
- 2010 Kraftwerk mit Snowgoons